# Klieren van Zeis
De klieren van Zeis of glanduluae sebaceae ciliares zijn talgklieren die uitmonden in de haarfollikels van de oogleden. Ze zijn vernoemd naar de Duitse oogarts Eduard Zeis (1807-1868).
Een etterige ontsteking van deze kliertjes wordt hordeolum externum genoemd. Een hordeolum internum is echter een ontsteking van de klieren van Meibom.

## Naamgeving
Het bijvoeglijk naamwoord sebaceae in glandulae sebaceae palpebrarum betekent letterlijk uit talg bestaand/gemaakt in plaats van het bedoelde woord talgbereidend. Een begrip als glandulae sebaceae laat zich dan ook vertalen als uit talg gemaakte klieren in plaats van het bedoelde begrip talgbereidende klieren. Als alternatief wordt dan ook glandulae sebiparae gebruikt, aangezien sebiparae wel talgbereidend betekent.